# Википедија на норвешком језику (букмол)
Википедија на норвешком језику (букмол) (норв. Wikipedia på norsk (bokmål)) је назив за једно од два издања Википедије на норвешком језику, односно издање које користи дијалекте букмол и риксмол.
То је оригинална Википедија на норвешком језику, која је започета 26. новембра 2001. године, а на њој се осим та два дијалекта могао користити и нинорск. Јула 2004. започета је нова верзија, која је користила само нинорск, па је 2005. изгласано да могу да се на оригиналној норешкој Википедији користе само букмол и рискмол.
Норвешка (букмол) Википедија данас има 648.283 чланака и заузима на листи Википедија 13. место.